# موتور شش‌زمانه

کارکرد چرخه موتور پیستون مقابل ام ۴+۲

موتور شش‌زمانه (به انگلیسی: six-stroke engine) یکی از انواع موتورهای درون‌سوز، که بر اساس ساختار موتور چهارزمانه است، با این تفاوت که دارای چند ویژگیِ افزوده است که باعث افزایش کارایی موتور و کاهش تولید گازهای گلخانه‌ای می‌شود. دو نوع از موتورهای شش‌زمانه از سال ۱۸۹۰ رو به توسعه گذاشتند. حرارت به محفظه‌ای که با محفظهٔ احتراقی در تماس است منتقل می‌شود.

## انواع

### اولین مدل
نخستین مدل «تک‌پیستون» نام دارد که شامل دو محفظه (۱- گرم‌کن، ۲- احتراق) است؛ به‌ازای هر پیستون چهار سوپاپ وجود دارد. نحوهٔ کار آن به گونه‌ای است که حرارت ایجادشده در محفظهٔ احتراق (که از چرخهٔ چهارگانه چرخهٔ اتو و چرخهٔ دیزل ایجاد می‌شود) به محفظهٔ گرمکن – که با هم در تماس‌اند – منتقل می‌شود، و این تماس به نوعی مانع از هدررفتِ حرارت می‌شود.
این مدل تقریباً شبیه موتور چهارزمانه است؛ ولی، علاوه بر ایجاد نیرو، از احتراق سوخت انبساط گازهای حاصل از انبساط هوای محبوس در گرم‌کن نیز برای تولید نیرو استفاده می‌کند. شایان ذکر است که همین هوای منبسط‌شده دوباره با سوخت ترکیب می‌شود و احتراق می‌یابد تا مولد دومین نیز باشد. پیستون در این نوع موتور شش‌زمانه، به‌ازای هر تزریق سوخت، سه بار بالا و پایین می‌رود. در این موتور دو مولد نیرو وجود دارد: ۱- سوخت، ۲- هوا یا دود.

### دومین مدل
دومین مدل «پیستون مقابل» نام دارد که شامل دو پیستون روبه‌روی هم است. می‌توان گفت که این مدل، ترکیبی از موتور چهارزمانه و موتور دوزمانه است؛ ولی، برخلاف مدل قبلی، چون دو پیستون دارد، در هر چرخه شش فرایند انجام می‌دهد. در واقع، وجود دو پیستون موجب ایجاد سامانهٔ بدون سوپاپ شده است.
سامانهٔ دوپیستونه در موتورهای معمولی جایگزین پیستون شده، اما ضریب تراکم را افزایش می‌دهد.

## مزایا
1. بازده بالاتر؛
2. کاهش مصرف سوخت به میزان ۳۰ درصد؛
3. ایجاد صدای کمتر؛
4. کاهش تولید گازهای گلخانه‌ای؛
5. قدرت بیشتر نسبت به حجم موتور یکسان.

## معایب
در موتور پیستون مقابل، انتقال نیرو به صورت متقارن بین پیستون‌ها تقسیم نمی‌شود؛ اما اگر موتور شش‌زمانه تک‌محور باشد مشکلِ تقارن نیرو دارد.